# Operațiunea Reinhard
Operațiunea Reinhard sau Operațiunea Reinhardt (în germană Aktion Reinhard sau Aktion Reinhardt; de asemenea Einsatz Reinhard sau Einsatz Reinhardt) a fost numele de cod al planului german secret de război al celui de-al doilea război mondial de a extermina evreii polonezi în cartierul general al Poloniei ocupate de Germania. Această fază mortală a Holocaustului a fost marcată de introducerea lagărelor de exterminare.
Peste două milioane de evrei au fost trimiși la Bełżec, Sobibór și Treblinka pentru a fi uciși în camere de gazare. În plus, instalațiile de ucidere a maselor, folosind Zyklon B, au fost dezvoltate la aproximativ același timp la lagărul de concentrare Majdanek și la Auschwitz II-Birkenau, lângă tabăra de la Auschwitz I, pentru prizonieri etnici polonezi.